# Odontesthes gracilis
Odontesthes gracilis är en fiskart som först beskrevs av Steindachner, 1898.  Odontesthes gracilis ingår i släktet Odontesthes och familjen Atherinopsidae. IUCN kategoriserar arten globalt som otillräckligt studerad. Inga underarter finns listade i Catalogue of Life.